# Cerce, Rohatîn
Cerce (în ucraineană Черче) este o comună în raionul Rohatîn, regiunea Ivano-Frankivsk, Ucraina, formată numai din satul de reședință.

## Demografie
Componența lingvistică a comunei Cerce
     Ucraineană (99,91%)
Conform recensământului din 2001, majoritatea populației comunei Cerce era vorbitoare de ucraineană (99,91%), existând în minoritate și vorbitori de alte limbi.